# 马尔帕普 (朗德省)
马尔帕普（法語：Marpaps）是法国朗德省的一个市镇，属于达克斯区（Dax）阿穆县（Amou）。该市镇总面积6.84平方公里，2009年时的人口为147人。

## 人口
马尔帕普人口变化图示